# Phomopsis perseae
Phomopsis perseae är en svampart som beskrevs av Zerova 1940. Phomopsis perseae ingår i släktet Phomopsis och familjen Diaporthaceae.   Inga underarter finns listade i Catalogue of Life.